# Keegan Palmer
Keegan Palmer (San Diego, 12 maart 2003) is een Australisch professioneel skateboarder. In 2021 won hij een gouden medaille op de Olympische Zomerspelen van Tokio. Hiermee werd hij de eerste mannelijke skateboarder die een gouden medaille behaalde op dit nieuwe onderdeel.
Vier jaar later won hij wederom een gouden medaille op de Olympische Zomerspelen van Parijs.